# Voice and Heart
株式會社Voice & Heart（日语：株式会社ボイスアンドハート），是日本一家位於東京都澀谷區，現在專門從事音樂製作、並進行歌手、作家管理的經紀公司。Voice & Heart以前也是聲優經紀公司，現在已經停止聲優管理。

## 概要
2005年10月，由Aniplex（索尼音樂娛樂集團旗下企業）與ROAD & SKY Organization（Road and Sky集團旗下企業）合資成立。
Voice & Heart是為帶動索尼音樂娛樂集團子公司、Aniplex的動畫事業之核心目標所成立的公司。
Voice & Heart成立初期，是以動畫、聲優、音樂的跨部合作事業，同時進行動畫音樂製作和聲優管理、發掘新人聲優為事業主軸（2006年舉辦「Super Voice Audition 2006」徵選活動當中，合格入選的有大原桃子、松嵜麗、安士百合野、葉山達也、內藤真太等人）。並以進行動畫之外新的業務拓展作為將來目標。
但是到了2008年4月，Voice & Heart因為從Aniplex獨立，同時從聲優市場撤離，所屬的聲優因此全都轉移至其它中、大型聲優經紀公司。從此之後，Voice & Heart轉型成為以動畫音樂製作、和電影製作為主要業務的公司。
此外，索尼音樂娛樂集團旗下還有另外一家聲優經紀公司Music Ray'n。

## 過往所屬聲優
- 阿澄佳奈（現所屬：81 Produce）
- 井上麻里奈（現所屬：青二Production）
- 大原桃子（移籍Mausu Promotion之後引退）
- 小森真奈美（聲優、歌手相關經營管理，現所屬：Pro-Fit）
- 內藤真太
- 葉山達也（日语：葉山達也）（自由職業）
- 松嵜麗（現所屬：Mausu Promotion）
- 安士百合野（日语：安士百合野）（現所屬：M&S Company）

## 電影作品
- 2008年 『de』
- 2008年 『40歳問題』
- 2009年 『悲傷男友（日语：悲しいボーイフレンド）』
- 2009年 『旋風食堂之夜（日语：つむじ風食堂の夜）』
- 2010年 『穿越時空的少女（日语：時をかける少女 (2010年の映画)）』
- 2010年 『遙遠的天空（日语：遠くの空）』

## 音樂製作
Voice & Heart曾經有自家旗下唱片公司『VORC Records』，至2009年結束營運。

## 相關企業
- 株式會社ROAD & SKY（日语：ロード&スカイ）

經營管理公司，現在所屬的旗下藝人有濱田省吾、SPITZ、齊藤和義、三浦知良（足球選手）等人。以前尾崎豐、梁邦彥、大森洋平也所屬該公司。
- 株式會社POSCA

專門以CD、DVD的製造、物流、販售，以及CD、DVD的企畫製作為主要事業内容。

## 外部連結
- .   [2018-06-17]. （原始内容存档于2014-06-27）. （日語）
- .   [2018-06-17]. （原始内容存档于2008-03-30）. （日語）